# Viola Claesson
Viola Anita Claesson, född 22 augusti 1939 i Kinna församling, Älvsborgs län, är en svensk politiker (vänsterpartist). Hon var riksdagsledamot mellan 1985 och 1991, invald för Göteborgs kommuns valkrets.